# Добра (притока Купе)
Добра је река која извире у Републици Хрватској код места Горња Добра.
Река Добра понире у Огулину на месту званом Ђулин понор, најдужем саставу пећина у Хрватској, да би неколико километара даље опет изишла на површину. Притока је реке Купе у коју се улива код града Карловца. Протиче кроз градове Врбовско, Огулин и Карловац. Река Добра припада црноморском сливу. На њој се налази хидроелектрана Гојак које је у функцији, а у току је изградња још једне ХЕ „Лешће“. То је друга по величини река у Горском котару.